# Destrucción de las siete ciudades

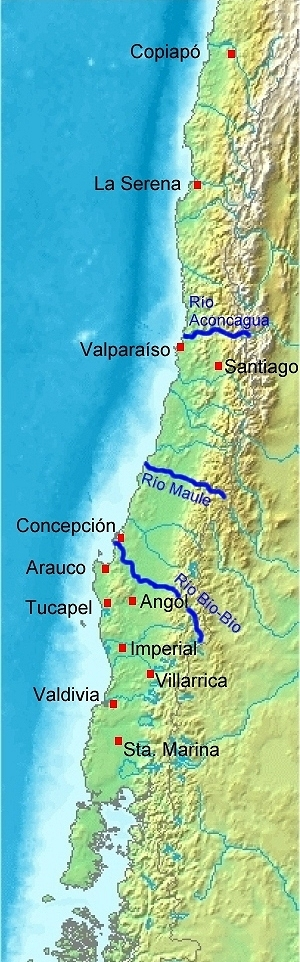
Fundaciones de los Conquistadores en territorio mapuche antes de 1553.

La Destrucción de las Siete Ciudades en la región histórica de la Araucanía actualmente Chile, fue el resultado de la gran sublevación mapuche en 1598. Se considera a veces como el final de la Conquista de Chile.

## Descripción
La revuelta se desencadenó tras la noticia de la batalla de Curalaba en el 23 de diciembre de 1598, cuando el toqui Pelantaru y sus lugartenientes Anganamon y Guaiquimilla con trescientos hombres tendieron una emboscada y mataron al gobernador español de Martín García Óñez de Loyola y arrasaron con todo su ejército y pertrechos.
En los próximos años, los mapuches fueron capaces posteriormente de destruir o forzar el abandono de muchas ciudades y asentamientos menores, incluidas las siete ciudades españolas en territorio mapuche entre el río Biobío y el canal de Chacao: Santa Cruz de Coya (1599), Santa María la Blanca de Valdivia (1599), San Andrés de Los Infantes (1599), La Imperial (1600), Santa María Magdalena de Villa Rica (1602), San Mateo de Osorno (1603), y San Felipe de Arauco (1604).
Valdivia se repobló en febrero de 1645 por orden de Pedro de Toledo y Leiva, construyendo los españoles importantes fortificaciones y Osorno repoblada en 1796 según mandato de Ambrosio O'Higgins construyendo el fuerte Reina Luisa. Creciendo alrededor del Camino Real, algunas otras poblaciones pequeñas.
Las demás ciudades solo fueron reconstruidas después de la conquista del territorio por parte de la república de Chile durante la "Ocupación de la Araucanía".

## Consecuencias
- Al analizar el mapa, existían 5 ciudades definidas al norte del río Biobío y 8 al sur, es decir, más de la mitad de las ciudades de Chile se pierden.
- España renuncia a su expansión al sur del continente conformándose con retener Chiloé y más tarde Valdivia y Osorno.
- Se fortificaría una frontera en el río Biobío, y se mantendrían algunos fuertes en la zona del seno de Reloncaví, y se financiarían las guarniciones con el Real Situado.
- El pueblo mapuche mantendría su independencia en gran parte de esta zona hasta el siglo XIX.

## Curiosidades
Ante la magnitud del desastre para España se sumó en 1599 la pérdida momentánea de Castro a manos de una alianza mapuche-holandesa encabezada por Baltazar de Cordes. El dominio holandés dio origen a una guerra de guerrillas organizada por españoles que habitaban en otras partes de Chiloé. No fue hasta el  19 de abril de 1600 que fuerzas españolas venidas del continente comandadas por Francisco del Campo vencen a holandeses y mapuches, recuperando Chiloé en la batalla de Castro.
A partir de la destrucción de las ciudades de Osorno y, en menor medida, de Valdivia y Villarrica se originó la creencia de que un grupo de los pobladores españoles sobrevivientes y acompañados por los indígenas huilliches que los servían, y que no se habían rebelado, habrían fundado la Ciudad de los Césares, probablemente en la región cordillerana, al sur de Valdivia al este de la cercanas "ruinas de la antigua ciudad de Osorno" en la zona del Lago Puyehue (en la zona norte de la actual Región de Los Lagos de Chile). Este mito sobre la existencia de un grupo de españoles que fundaron una ciudad desconocida, los cuales en la zona eran llamados “osornenses”, prosperó en la región producto de que el territorio huilliche hasta 1790 no estuvo nuevamente bajo el dominio español. Por ello durante la segunda mitad del siglo XVIII, desde el gobierno de Valdivia se habían realizado algunas exploraciones internándose en el territorio para buscar la mítica ciudad.

## En el arte
La serie Sitiados de TVN de 2015, recoge este hecho histórico.